# اصغر حیدری
اصغر حیدری (زادهٔ ۲۲ مهر ۱۳۴۱ در تهران) بازیگر ایرانی است که بیشتر در مجموعه‌های طنز تلویزیون فعالیت دارد. از معروف‌ترین نقش‌های وی بازی در نقش شریفی در سریال مسافران و فیروز سرایدار در ساختمان پزشکان است. وی همچنین نقش دکتر جکول را در سریال شب‌های برره داشت.

## فیلم‌شناسی

### سینما
| سال تولید | نام                 | کارگردان        |
| --------- | ------------------- | --------------- |
| ۱۳۷۲      | همسر                | مهدی فخیم‌زاده   |
| ۱۳۷۹      | زیر نور ماه         | رضا میرکریمی    |
| ۱۳۸۴      | چند می‌گیری گریه کنی | شاهد احمدلو     |
| ۱۳۸۴      | ستاره‌ها ۱           | فریدون جیرانی   |
| ۱۳۹۵      | یتیم‌خانه ایران      | ابوالقاسم طالبی |
| ۱۳۹۶      | دم‌سرخ‌ها             | آرش معیریان     |

### مجموعه‌های تلویزیونی
| سال تولید | نام مجموعه        | کارگردان        | توضیحات                                |
| --------- | ----------------- | --------------- | -------------------------------------- |
| ۱۳۷۴      | دو پنجره          | پاشا شاهنده     | -                                      |
| ۱۳۷۶      | بازگشت پرستوها    | ابوالقاسم طالبی | -                                      |
| ۱۳۷۷      | مهربانی           | محمد حسن‌زاده    | -در کنار ابوالفضل حیدری                |
| ۱۳۷۸–۱۳۷۷ | بگذار آفتاب برآید | حسین مختاری     | بازی در اپیزود «آفت پرواز»             |
| ۱۳۸۲–۱۳۸۱ | پاورچین           | مهران مدیری     | -                                      |
| ۱۳۸۲      | رانت‌خوار کوچک     | حسین سهیلی‌زاده  | در نقش مسافر                           |
| ۱۳۸۲      | هم‌نفس             | مهدی فخیم‌زاده   | -                                      |
| ۱۳۸۳–۱۳۸۲ | نقطه‌چین           | مهران مدیری     | اِبی                                    |
| ۱۳۸۴      | جایزه بزرگ        | مهران مدیری     | ناصر، دوست مراد                        |
| ۱۳۸۴      | شب‌های برره        | مهران مدیری     | دکتر جکول                              |
| ۱۳۸۴      | متهم گریخت        | رضا عطاران      | تورج (دوست قدیمی هاشم‌خان)              |
| ۱۳۸۶      | بی‌صدا فریاد کن    | مهدی فخیم‌زاده   | -                                      |
| ۱۳۸۶      | چارخونه           | سروش صحت        | مرادی                                  |
| ۱۳۸۸      | مسافران           | رامبد جوان      | شریفی، دوستِ فرخ                        |
| ۱۳۸۹–۱۳۸۸ | ساختمان ۸۵        | مهدی فخیم‌زاده   | در نقش شوهرخواهر رحمان، دزد جواهرفروشی |
| ۱۳۸۹      | موج و صخره        | مجید صالحی      | بازیگر مهمان                           |
| ۱۳۹۰      | ساختمان پزشکان    | سروش صحت        | فیروز، سرایدار ساختمان                 |
| ۱۳۹۱      | دزد و پلیس        | سعید آقاخانی    | کریم، یکی از افراد مهندس               |
| ۱۳۹۲      | پژمان             | سروش صحت        | کارمند بهرام                           |
| ۱۳۹۲      | خروس              | سعید آقاخانی    | -                                      |
| ۱۳۹۳      | سیگنال موجود است  | مهدی مظلومی     | -                                      |
| ۱۳۹۴      | شمعدونی           | سروش صحت        | افسر پلیس                              |
| ۱۳۹۴      | دردسرهای عظیم۲    | برزو نیک نژاد   | یکی از مشتریان منصور -بازیگر مهمان     |
| ۱۳۹۵      | بیمار استاندارد   | سعید آقاخانی    | فرخنده، آدم نادر                       |
| ۱۳۹۶      | گسل               | علیرضا بذرافشان | کشفیان                                 |
| ۱۳۹۷      | شش قهرمان و نصفی  | حسین قناعت      |                                        |
| ۱۳۹۹      | زیر خاکی          | جلیل سامان      | یکی از زندانیان چپی                    |
| ۱۴۰۰      | زیر خاکی ۲        | جلیل سامان      |                                        |
| ۱۴۰۰–۱۴۰۱ | پلاک ۱۳           | آرش معیریان     |                                        |
| ۱۴۰۱      | جزر و مد          |                 |                                        |
| ۱۴۰۱      | وضعیت زرد ۲       | مجید رستگار     | در نقش سینماچی                         |
| ۱۴۰۲      | نیسان آبی ۲       | مسعود اطیابی    | بازیگر مهمان                           |
| ۱۴۰۲-۰۳   | بدل               | علیرضا مسعودی   | بازیگر                                 |

### نمایش خانگی
| سال تولید | نام مجموعه                     | کارگردان               | توضیحات                      |
| --------- | ------------------------------ | ---------------------- | ---------------------------- |
| ۱۴۰۱      | راز بقا                        | سعید آقاخانی           | بازیگر مهمان                 |
| ۱۴۰۱      | روزی روزگاری مریخ              | پیمان قاسم خانی        | در نقش دکتر چمبه             |
| ۱۴۰۱      | آخرین نفری که میخنده (سری دوم) | سید ابوالفضل سنگ سفیدی | اصغر حیدری                   |
| ۱۴۰۲      | سوء تفاهم                      | سید مصطفی آزاد         | در نقش دکتر قلابی رفیق مصطفی |

- اصغر حیدری در بانک اطلاعات اینترنتی فیلم‌ها (IMDb)
- اصغر حیدری در اینستاگرام

| سال تولید | نام مجموعه        | کارگردان         | توضیحات          |  |
| --------- | ----------------- | ---------------- | ---------------- |  |
| ۱۴۰۱      | راز بقا           | سعید آقاخانی     | بازیگر مهمان     |  |
| ۱۴۰۱      | روزی روزگاری مریخ | پیمان قاسم خانی  | در نقش دکتر چمبه |  |
| ۱۴۰۲      | نیسان آبی ۲       | سید مسعود اطیابی | بازیگر مهمان     |  |

| آیکون خرد | این یک مقالهٔ خرد بازیگر ایرانی است. می‌توانید با گسترش آن به ویکی‌پدیا کمک کنید. |

1. ↑  «روایت اصغر حیدری از سرایداری در ساختمان پزشکان». باشگاه خبرنگاران جوان. ۲۸ اردیبهشت ۱۳۹۲. دریافت‌شده در ۱۱ خرداد ۱۴۰۱.